# Гровс, Мейделин
Мейделин Гровс (англ. Madeline Groves; род. 25 мая 1995, Брисбен) — австралийская пловчиха, двукратный серебряный призёр Олимпийских игр (2016), чемпионка Австралии в 200 м в плавании баттерфляем (2013—2016). На Играх Содружества 2014 года она стала бронзовым призером на дистанции 200 м баттерфляем.

## Биография
Мейделин Гровс родилась в Брисбене 25 мая 1995 года. У нее есть два брата. Она посещала Уилстонскую государственную начальную школу и лютеранский колледж Святого Петра. В 2014 году она получила стипендию имени Джорджины Хоуп Райнхарт на получение степени бакалавра социальных наук в Университете Бонда на Золотом побережье Квинсленда.

## Карьера
Гровс научилась плавать в младенческом возрасте и начала заниматься плаванием, когда ей было двенадцать лет. Будучи юниором, она выиграла 100 м и 200 м баттерфляем  на чемпионате Океании по плаванию в Самоа. В том же году на юниорском чемпионате Тихого Океана на Гавайях она заняла второе место на 200 м баттерфляем и стала пятой на 100 м баттерфляем. Она пропустила 2011 год, но вернулась в соревновательное плавание после окончания средней школы. Ее тренирует Майкл Бол из «Сент-Питер Вестерн», где также тренируются Митч Ларкин, Бронте Барратт, Мэдисон Уилсон и Грант Ирвин. Она знает Бол с 2008 года, а ее тренером он стал с 2012 года. Ее прозвали «Бешеная собака» (Mad Dog) и «Пулемет» (Machine Gun).
В 2013 году Гровс стала чемпионкой Австралии по плаванию баттерфляем. В течение 2014 года Гровс страдала от изнурительных болей в плече и шее. Также болезнь уходила в челюсть, из-за чего Гровс лечилась у ортодонта. Она сумела защитить свой национальный титул на дистанции 200 м баттерфляем на чемпионатах Австралии по плаванию 2014 и 2015 годов, а также в 2016 году, где она также была второй на дистанции вдвое короче.

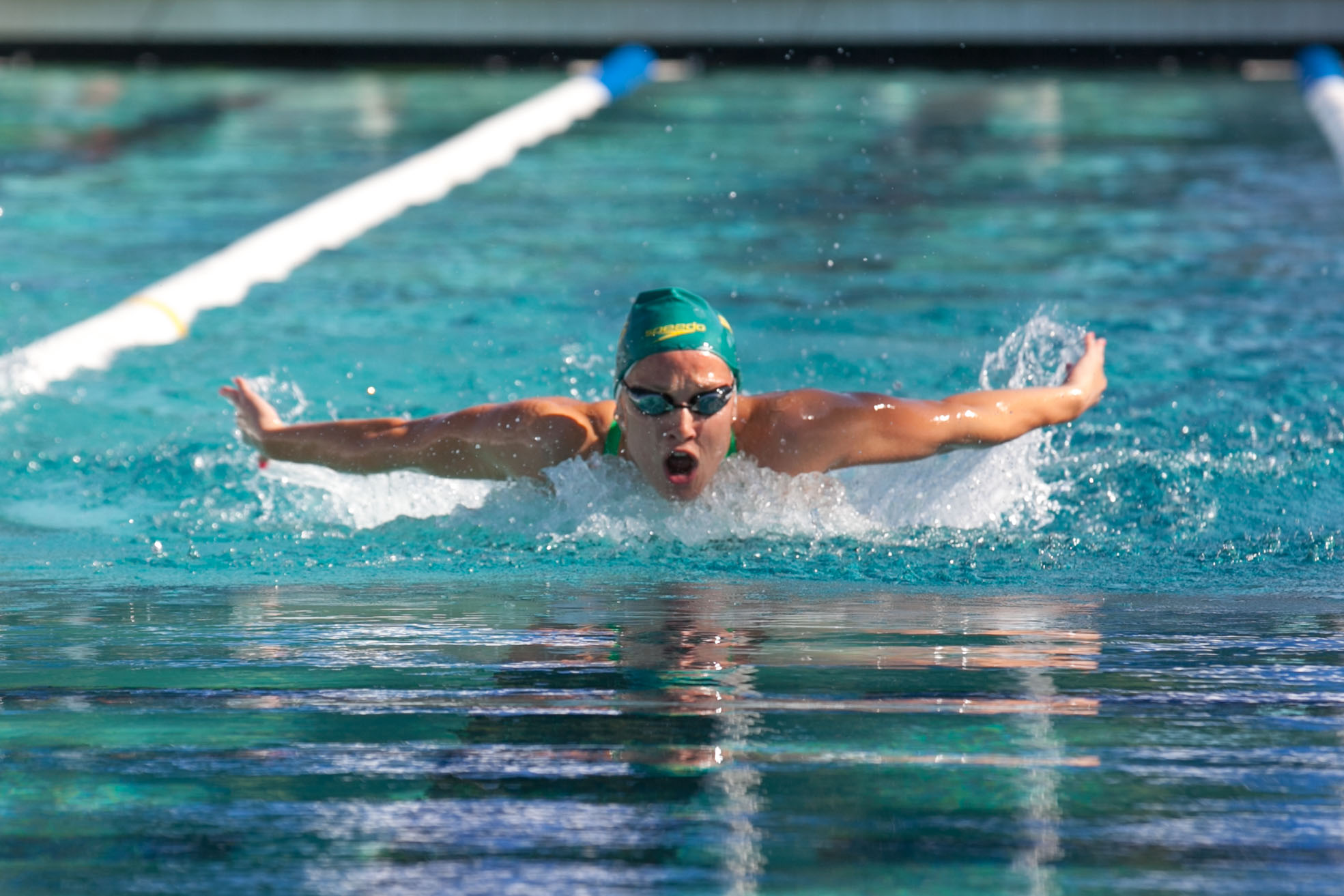
Мейделин Гровс в 2016 году

На Играх Содружества 2014 года она была бронзовым призером на дистанции 200 м баттерфляем, а также участвовала в эстафете вольным стилем, где австралийки завоевали золотую медаль. На чемпионате мира по водным видам спорта в Казани она стала 9-й на дистанции 200 метров баттерфляем и 11-й на дистанции вдвое короче. Она участвовала в предварительном раунде комбинированной эстафеты 4 по 100 метров, в которой австралийская команда завоевала бронзовые медали.
В апреле 2016 года Гровс была включена в сборную Австралии для участия на дистанциях 100 м и 200 м баттерфляем, а также эстафете 4×200 м вольным стилем на летних Олимпийских играх 2016 года в Рио-де-Жанейро. Это была ее первая Олимпиада. Она не попала в полуфинал на дистанции 100 м баттерфляем, но на дистанции вдвое длиннее завоевала серебряную медаль, всего три сотых секунды уступив испанке Мирее Бельмонте.